# Aneflus cylindricollis
Aneflus cylindricollis là một loài bọ cánh cứng trong họ Cerambycidae.